# Martinique-i amazon
A martinique-i amazon (Amazona martinicana) a madarak osztályának papagájalakúak (Psittaciformes) rendjébe, a papagájfélék (Psittacidae) családjába és az araformák (Arinae) alcsaládjába tartozó kihalt faj.

## Előfordulása
A Kis-Antillák szigetcsoportjába tartozó Martinique sziget területén élt.

## Megjelenése
Feje, nyaka és testének alsó része szürke színű, míg testének többi része zöld volt.

## Felfedezése, kihalása
A faj először Jean-Baptiste Labat említi 1742-ben készült munkájában. Akkor a faj elég közönségesnek számított Martinique szigetén.
1779-ben Georges-Louis Leclerc de Buffon írta le a faj megjelenési tulajdonságait.
Mivel csontok és egyéb kézzelfogható bizonyítékok nem maradtak fenn a fajról 1905-ben Austin Hobart Clark  Labat és Buffon útleírásai alapján és az azokban szereplő ábrázolások nyomán írta le a fajt hivatalosan.
Ezeken kívül megbízható információ nem áll a fajról a tudomány rendelkezésére, a pontos kihalási ideje is bizonytalan, de 1800-ra biztosan kihalt a faj. Kihalásában az élőhelyéül szolgáló erdők kiirtása és a vadászat játszhatott közre.

## Fordítás
- Ez a szócikk részben vagy egészben  a   Martinique-Amazone című német Wikipédia-szócikk ezen változatának fordításán alapul.  Az eredeti cikk szerkesztőit annak laptörténete sorolja fel. Ez a jelzés csupán a megfogalmazás eredetét és a szerzői jogokat jelzi, nem szolgál a cikkben szereplő információk forrásmegjelöléseként.